# Цілинний (Китмановський район)
Ціли́нний (рос. Целинный) — селище у складі Китмановського району Алтайського краю, Росія. Входить до складу Октябрської сільської ради.

## Населення
Населення — 128 осіб (2010; 169 у 2002).
Національний склад (станом на 2002 рік):
- росіяни — 95 %